# Cuartel Lathbury
El Cuartel Lathbury (en inglés: Lathbury Barracks) fue un cuartel militar en el territorio de ultramar británico de Gibraltar ahora utilizado por los civiles. Se encuentra en la parte sur de la Roca, al sur de la batería Spur en Windmill Hill. El último regimiento del Reino Unido allí fue el tercer Batallón Real Green Jackets, que lo entregó al Regimiento real de Gibraltar (una institución local) y ahora es propiedad del Gobierno de Gibraltar.
Durante la Segunda Guerra Mundial los extensos túneles dentro del Peñón de Gibraltar se extendieron más allá. Esto incluyó un túnel que unía estos cuarteles a la Sala de Operaciones de armas. Esta sala de operaciones fue bien conectada con otros túneles lo que significa que era posible viajar a la cara norte de Gibraltar, pero siempre dentro de la roca. Algunos de estos viajes sería por la Gran Ruta del Norte, donde se podía tomar un paseo en un camión que pasaba. El túnel entre la sala de operaciones y los cuarteles fue cerrado a raíz de una serie de derrumbes, incluyendo una que mató a un visitante civil.